# Economía de Ecuador
La economía de Ecuador está conformada mayoritariamente por el sector servicios, que representaba cerca del 40 % del PIB ecuatoriano en 2013. Aun así, el país tiene una alta dependencia del petróleo, representando este sector junto con el minero el 16 % del PIB.
La economía ecuatoriana presentó altas tasas de crecimiento durante la década de los 2000, debido al alza de precios de las materias primas y del petróleo, alcanzando un pico del crecimiento del 8.2% en 2004; lo que le permitió además evitar una contracción de su economía durante la Gran Recesión de 2008, y lograr una disminución de la pobreza y la desigualdad. Al caer los precios en 2014, la economía entró en recesión, contrayéndose un máximo de 1.2% en 2016; agravándose la situación por la Pandemia de COVID-19.

## Historia económica

### Independencia
La Independencia de la república del Ecuador se hizo efectiva tras varios intentos por parte de los criollos europeos -son la clase dominante en Hispanoamérica- para conseguir el poder, debido a que recibían un trato discriminatorio en el comercio y en el acceso a los cargos coloniales. En la Independencia de Ecuador se pueden distinguir tres momentos significativos, el primero de 1808 a 1812, el segundo de 1812 a 1820 y el tercero de 1820 a 1822. Los criollos se aprovecharon de la debilidad de España a causa de la invasión napoleónica en la península ibérica, para tratar de sustituir a los Virreyes nombrando Juntas que gobernarían a nombre del "Monarca Legítimo".
En 1808 se hizo un primer intento de este carácter, pero fracasó. Los conspiradores volvieron a integrar la Junta Soberana el 10 de agosto de 1809, conocida como Primer Grito de la Independencia. En este día, nombraron como Presidente al Marqués de Selva Alegre; esta Junta también duró poco, el fracaso se debió al escaso apoyo popular que logró el movimiento.
En 1812 las fuerzas españolas tenían al país nuevamente controlado. De 1812 a 1820 en La Real Audiencia de Quito se vivió una tensa calma, durante estos años los impulsos independentistas fueron madurando, ahora se pretendía la total autonomía. A Guayaquil, ciudad habitada por comerciantes, llegaban noticias de los triunfos de Simón Bolívar y José de San Martín en el Cono Sur (el resto de países de América del Sur). Es así como Guayaquil proclama su Independencia el 9 de octubre de 1820, José Joaquín de Olmedo fue la gran figura de este acontecimiento, los movimientos continuaron en el interior y el 3 de noviembre del mismo año 1820 Cuenca también proclamó su independencia.
Más tarde el ejército guayaquileño fue derrotado y recibió refuerzos de Simón Bolívar, delegando al general Antonio José de Sucre para que dirija las operaciones y se encargue de gestionar el ingreso de Guayaquil a Colombia, Sucre se dirigió a la Sierra hasta llegar a las faldas del Volcán Pichincha (cerca de Quito), y el 24 de mayo de 1822 se enfrentaron los dos ejércitos, siendo derrotados los realistas, la Batalla del Pichincha es la que culminó con el curso de la independencia ecuatoriana.
Los territorios de Quito y Guayaquil (Cuenca ya lo había hecho antes) pasaron a formar parte de la Gran Colombia con el nombre de Distrito del Sur. En 1830 con la disolución de la Gran Colombia, Ecuador pasó a ser un Estado independiente, su primer mandatario fue el general Juan José Flores.
Ecuador, como todos los países de América Latina, se independizó porque quería tener poder político y libertad para desarrollar sus actividades económicas; los criollos consideraban injusto estar excluidos de la política y de las decisiones económicas. Pretendían conservar y mejorar su estatus.
Entre los costes de la independencia podemos destacar la pérdida de vidas humanas, es un país que nace empobrecido y endeudado. No hubo cambios en la estructura administrativa. Tampoco hubo cambios sociales para las llamadas castas: criollos, mestizos, mulatos, ni para los indígenas y esclavos negros, empobrecimiento de muchas regiones, no podían competir con las industrias de Europa. Como beneficios, desapareció el monopolio comercial, el proteccionismo, cambios políticos, acceso a los mercados internacionales de capital, control de las exportaciones e importaciones.

### Convergencia en el largo plazo
Para analizar los Índices de Convergencia de Ecuador se han tomado los datos de MADDISON, A. (2008), The World Economy year 0-2006, París: OECD Development Centre Studies, se han comparado con los 8 países más influyentes de América Latina y se puede decir que hay una cierta convergencia, por tratarse de economías parecidas, la situación con Estados Unidos, es muy distinta ya que se trata de una economía totalmente industrializada que crece a unos niveles superiores y la divergencia es muy clara desde 1980 en adelante, por el contrario, la industrialización en Ecuador es escasa, dirigida por el Estado. Con respecto a España hay convergencia durante los años (1941 -1960), coincidiendo con el franquismo, ésta fue una etapa de muy bajo crecimiento para España, pero a partir de 1960 empieza la expansión económica del país mediterráneo y se puede observar que la divergencia es cada vez mayor, respecto al País Andino, el crecimiento de la economía española se ve acentuado en 1986 con la adhesión de España a Europa.

### Las exportaciones de Ecuador son el primer motor
Las exportaciones de Ecuador son el primer motor de crecimiento de la economía desde finales del siglo XIX hasta la Gran Depresión, Ecuador, obtiene sus ingresos basados en la exportación de dos productos primarios cacao principalmente y café, esto perjudica a la industrialización porque no se plantean alternativas. Con datos de STATISTICAL ABSTRCT for the principal and other foreign countries, durante el periodo 1907-1918, crecen las relaciones comerciales con Francia, Estados Unidos, Gran Bretaña y Alemania. Las exportaciones con estos países ocupan entre el 70 y 80 % del total, siendo básicamente productos agrícolas: cacao 64,1 % y café 5,4 %,(Fuente: Libro de Thorp. Progreso, Pobreza y Exclusión), de este modo la economía creció, pero se volvió más dependiente del mercado internacional. El crecimiento fue extensivo, es decir, la economía crecía sencillamente al incorporar más tierra y mano de obra. El tamaño pequeño de Ecuador (en 1900 tenía un millón de habitantes)y la fragmentación de los mercados lo condenaron a perder muchos de los beneficios que produjo el auge de la exportación. Las exportaciones a los Estados Unidos crecen enormemente a partir de 1916 y pierde comercio con los países europeos.
En 1913 el 64 % de las exportaciones era de cacao, lo que le convertía a Ecuador en una economía monoexportadora, depende casi totalmente de la producción de cacao, ello supone un gran riesgo para los países que se especializan en la producción y exportación de productos primarios ya que se vuelven muy vulnerables a altibajos debido a que sus economías dependen de la demanda mundial.
Con la llegada de la Primera Guerra Mundial caen las exportaciones, a esto se suma el aumento de la producción de cacao en África, el descenso de la productividad a causa de la menor fertilidad de las tierras, plagas en las plantaciones de cacao. A finales de 1915 hasta 1916 las exportaciones vuelven a crecer notablemente debido al aumento del comercio con los Estados Unidos.En 1917 con la crisis cacaotera y la caída de precios a nivel mundial, las exportaciones vuelven a sufrir otro golpe y descienden nuevamente.
Los principales productos exportados por Ecuador durante el periodo de estudio eran el cacao con un 64 %y el café con 5,4 %. Esto nos muestra la reducida gama de productos de exportación que tenía Ecuador. Esto es lo que nos refleja la siguiente tabla de datos.
| 1907 | 10,2 % | 35,3 % | 26,3 % | 28,2 % | 100 % |
| 1908 | 13,3 % | 38,1 % | 29,2 % | 19,5 % | 100 % |
| 1909 | 10,1 % | 35,9 % | 27,5 % | 26,6 % | 100 % |
| 1910 | 8,3 %  | 35,1 % | 29,9 % | 26,6 % | 100 % |
| 1911 | 7,8 %  | 35,7 % | 25,1 % | 31,5 % | 100 % |
| 1912 | 14,9 % | 29,9 % | 28,9 % | 26,3 % | 100 % |
| 1913 | 10,3 % | 34,1 % | 24,3 % | 31,4 % | 100 % |
| 1914 | 9,5 %  | 34,0 % | 27,5 % | 29,1 % | 100 % |
| 1915 | 20,7 % | 9,1 %  | 44,0 % | 26,2 % | 100 % |
| 1916 | 20,3 % | 12,4 % | 48,9 % | 18,5 % | 100 % |
| 1917 | 0,7 %  | 8,9 %  | 78,3 % | 12,1 % | 100 % |
| 1918 | 7,1 %  | 0,0 %  | 77,9 % | 14,9 % | 100 % |

Datos extraídos del Banco Mundial Sobre la década perdida (1970-1999)
Los principales socios comerciales de los productos exportados por Ecuador eran Reino Unido, Francia y Estados Unidos. Podemos observar en el gráfico que al principio del siglo XX era Francia el país comprador por excelencia con un porcentaje del 35 %, seguido de otros países, Estados Unidos y en último lugar Reino Unido.
No obstante esto va a sufrir un cambio drástico en 1914 principalmente a consecuencia de la Primera Guerra Mundial, donde vemos cómo Francia baja notoriamente sus compras y así también las de otros países. Por otra parte llama nuestra atención el gran aumento que se produce en el total de las exportaciones, pero en este momento el gran socio comercial será Estados Unidos con unas exportaciones del 77 %.

### La crisis de la deuda
En este apartado sobre la Crisis de la Deuda lo que trataremos de hacer es entender un poco mejor el fenómeno de la deuda externa, la crisis de pagos que se produjo a comienzo de los años 80 y las repercusiones económicas de la misma sobre Ecuador. Para ello hemos elaborado una serie de indicadores. Y para entender mejor la situación en la que se encontraba Ecuador realizaremos una comparación de los indicadores con los de dos países, que serán: Chile y Zambia.
| 1971 | 24,8  | 30,1  | 53,5  |
| 1972 | 27,0  | 29,8  | 52,9  |
| 1973 | 22,2  | 37,6  | 45,6  |
| 1974 | 18,4  | 48,2  | 43,7  |
| 1975 | 21,5  | 79,6  | 73,7  |
| 1976 | 21,5  | 59,0  | 78,0  |
| 1977 | 36,7  | 42,8  | 96,9  |
| 1978 | 53,5  | 49,5  | 97,6  |
| 1979 | 50,5  | 46,7  | 99,0  |
| 1980 | 53,8  | 45,5  | 90,3  |
| 1981 | 58,0  | 50,4  | 92,6  |
| 1982 | 60,1  | 77,6  | 100,8 |
| 1983 | 64,6  | 99,8  | 122,2 |
| 1984 | 70,2  | 115,2 | 153,9 |
| 1985 | 58,9  | 141,7 | 226,5 |
| 1986 | 90,1  | 134,0 | 415,9 |
| 1987 | 106,8 | 113,5 | 338,0 |
| 1988 | 115,2 | 88,3  | 202,1 |
| 1989 | 124,5 | 70,6  | 183,0 |
| 1990 | 122,7 | 67,3  | 229,9 |
| 1991 | 112,9 | 54,9  | 232,9 |
| 1992 | 101,9 | 47,9  | 234,0 |
| 1993 | 103,1 | 47,2  | 214,8 |
| 1994 | 98,4  | 52,4  | 218,7 |
| 1995 | 83,9  | 45,0  | 215,2 |
| 1996 | 81,7  | 41,4  | 230,1 |
| 1997 | 81,8  | 44,7  | 180,4 |
| 1998 | 80,0  | 49,1  | 225,4 |
| 1999 | 81,2  | 57,6  | 195,5 |

Datos extraídos del Banco Mundial Sobre la década perdida (1970-1999)
Observamos que una vez más es el petróleo el protagonista. Vemos que en los años 70 con el auge del petróleo, Ecuador puede hacer frente a su deuda, es decir que estaba pagando.
En la siguiente tabla observamos los datos de deuda, y estos aumentan para Ecuador pero sobre todo en el periodo de auge (crisis de los 70), en los 80 esos aumentos se deben principalmente a que tras la baja de los precios del petróleo en los 80 los tipos suben y por tanto el valor de la deuda también. Llega el momento en que la producción del producto estrella de Ecuador no es suficiente para hacer frente a la deuda.
| 1973 | 521 500 000   | 3 851 300 000 | 1 024 300 000 |
| 1979 | 4 525 200 000 | 9 361 000     | 3 033 900 000 |
| 1987 | 10 473 000    | 21 489 000    | 6 493 700 000 |
| 1994 | 15 075 000    | 24 728 000    | 6 803 900 000 |

Datos extraídos del Banco Mundial Sobre la década perdida (1970-1999)

### Inversión extranjera directa
Observamos en la tabla de datos que la senda que sigue la IED en Ecuador es estable, en comparación con los dos países con que se contrasta. Y como ya viene siendo habitual en los análisis es una vez más el petróleo el que dirige esta senda, ya que se encuentra dentro de la IED. En cambio Zambia con muchos altibajos, llega solo unos 20 años desde que se ha independizado y su situación política no ayuda a la económica, existen recurso pero no inversión extranjera por las grandes inestabilidades políticas.
| 1970 | 5,292 039 871 215 82 | -0,879 624 009 132 385    | -16,603 799 819 946 3 |
| 1971 | 10,119 099 617 004 4 | -0,619 005 978 107 452    | 0                     |
| 1972 | 4,310 820 102 691 65 | -0,009 538 250 043 988 23 | 1,564 779 996 871 95  |
| 1973 | 2,101 109 982        | -0,029 290 700 331 330 3  | 1,322 790 026 664 73  |
| 1974 | 2,069 789 886        | -3,584 039 926 528 93     | 1,322 659 969 329 83  |
| 1975 | 2,211 339 951        | 0,691 955 983 638 763     | 1,539 939 999 580 38  |
| 1976 | -0,374 305 01        | -0,010 147 600 434 720 5  | 1,171 280 026 435 85  |
| 1977 | 0,518 404 007        | 0,157 166 004 180 908     | 0,695 806 980 133 057 |
| 1978 | 0,634 979 01         | 1,175 220 012 664 79      | 1,373 389 959 335 33  |
| 1979 | 0,677 457 988        | 1,176 920 056 343 08      | 1,04962003231049      |
| 1980 | 0,596 583 009        | 0,772 513 985 633 85      | 1,58860003948212      |
| 1981 | 0,430 216 014        | 1,173 230 052             | -0,958 050 013        |
| 1982 | 0,288 908 005        | 1,647 469 997             | 1,007 449 985         |
| 1983 | 0,393 693            | 0,682 821 989             | 0,773 975 015         |
| 1984 | 0,384 775 013        | 0,405 550 003             | 0,632 468 998         |
| 1985 | 0,388 532 996        | 0,691 495 001             | 2,286 360 025         |
| 1986 | 0,621 338 01         | 0,654 533 982             | 1,700 309 992         |
| 1987 | 0,712 435 007        | 1,111 410 022             | 3,288 830 042         |
| 1988 | 0,799 043            | 0,583 763 003             | 2,502 089 977         |
| 1989 | 0,814 388 99         | 4,679 240 227             | 4,095 540 047         |
| 1990 | 1,179 110 05         | 1,945 709 944             | 6,173 250 198         |
| 1991 | 1,361 420 035        | 2,372 289 896             | 1,006 870 031         |
| 1992 | 1,406 460 047        | 2,232 490 063             | 1,413 840 055         |
| 1993 | 3,278 769 97         | 2,324 970 007             | 1,588 510 036         |
| 1994 | 3,197 690 01         | 5,072 750 092             | 1,672 899 961         |
| 1995 | 2,619 930 029        | 4,534 170 151             | 2,794 919 968         |
| 1996 | 2,578 809 977        | 6,758 289 814             | 3,576 920 033         |
| 1997 | 3,161 609 888        | 6,932 260 036             | 5,292 769 909         |
| 1998 | 4,127 230 167        | 6,370 079 994             | 6,111 320 019         |
| 1999 | 3,633 270 025        | 13,667 099 95             | 5,174 719 81          |

Datos extraídos del Banco Mundial Sobre la década perdida (1970-1999)

### Crisis de 1999
Desde 1992, los sucesivos gobiernos ecuatorianos han ampliado la liberalización del sistema financiero, lo que ha llevado al Estado a perder todo el control sobre las instituciones bancarias. Cuando se produjo la crisis asiática que afectó a los países recién industrializados, entonces Brasil, el pánico se apoderó de los inversionistas locales y extranjeros que tenían grandes sumas de dinero en los bancos latinoamericanos. En Ecuador, ya salvado de la bancarrota en 1995 por un préstamo de $163 millones del Banco Central, el Banco Continental se derrumbó el 1 de abril de 1998: los ahorros de 20.000 personas desaparecieron. Las instituciones financieras cayeron rápidamente una tras otra: el Banco de Préstamos (cuyos principales inversionistas retiraron más de $120 millones en depósitos), el Banco del Azuay, el Banco de los Andes, el Banco Mercantil Unido, Solbanco, el Banco de Préstamos, Tungurahua y el poderoso Filanbanco (300.000 clientes).
A finales de 1999, y aunque los inversores ya habían sacado del país casi 6.000 millones de dólares, la crisis del sector financiero llevó a la quiebra de 16 instituciones que, a través del Organismo de Garantía de Depósitos y el Banco Central, quedaron bajo la administración del Estado. Para salvarlos, bajo la presidencia de Jamil Mahuad, inyecta alrededor de 8.000 millones de dólares (27% del PIB del país) y, en marzo de 1999, congela depósitos bancarios de más de 2 millones de sucres (500 dólares) durante un año. El PIB cayó un 7%, la inflación alcanzó el 60%, el desempleo el 18%, el 20 y la pobreza urbana el 65% durante el año. La crisis está empujando a casi dos millones de los trece millones de ecuatorianos a emigrar. En este contexto económico casi caótico, algunos banqueros, incluyendo a los dueños de Filanbanco, malversan grandes sumas de dinero antes de huir a los Estados Unidos.

### Crisis de 2020
Entre marzo y julio del 2020, Ecuador enfrentó serios inconvenientes económicos, como caída del precio del crudo; paralización de las actividades productivas y comerciales, a excepción de los sectores en salud, financiero, y estratégico; y reducción de la demanda de productos nacionales en el exterior por causa de la pandemia por COVID-19, lo que agravó la crisis fiscal que se venía enfrentando desde el gobierno anterior.
Según el ministro de economía y finanzas Richard Martínez Alvarado, el país registraría en 2020, una caída de ingresos de $7.036 millones. De estos, la mayor caída tiene que ver con la baja de los recursos petroleros que asciende a USD 2.577 millones, y reducción de ingresos tributarios por USD 1.862 millones. Mientras que el Banco Central del Ecuador estimó un decrecimiento de la economía entre el 7,3% al 9,6% para el 2020.

#### Reestructuración de la deuda externa y proceso
El 3 de agosto de 2020, la directora del FMI, Kristalina Gueorguieva, confirmó el acceso del gobierno ecuatoriano a 6500 millones de dólares para invertir en gasto público reajustado, con la condicionante de realizar una reforma tributaria permitiendo sellar la reestructuración de la deuda externa.
El miércoles 26 de septiembre de 2020, el presidente Lenín Moreno anunció vía Twitter que se logró un nuevo acuerdo con China con la finalidad de reestructurar la deuda con los bancos de ese país, obteniendo la renegociación por 891 millones de dólares.

## Estructura económica

Existen diferencias importantes del ingreso donde el veinte por ciento de la población más rica posee el 54,3 % de la riqueza y el 91 % de las tierras productivas. Por otro lado, el 20 % de la población más pobre apenas tiene acceso al 4,2 % de la riqueza y tiene en propiedad sólo el 0,1 % de la tierra.[cita requerida]  Luego de la crisis de 1999, durante el gobierno Jamil Mahuad al país le tomó 7 años volver a los niveles de bienestar de 1995, para después salir adelante. La crisis financiera durante el gobierno liberal de Jamil Mahuad produjo aproximadamente un 70% del cierre de las instituciones financieras del paidad del presidente Mahuad había caído al 9%. En enero de 2000 el gobierno decretó la dolarización a una paridad de 25.000 sucres por dólar. Por lo cual, quienes tenían ahorros congelados en sucres, recuperaron sólo una quinta parte.
La pobreza por consumo se redujo de 38,3% a 25,8% entre 2006 y 2014 durante el gobierno de Alfredo Palacio y Rafael Correa. La pobreza extrema por consumo se ubicó en 5,7%, lo que representó una reducción del 55,4% (aproximadamente 900.000 personas) entre 2006 y 2014 A pesar del crecimiento vigoroso de los últimos años, y al igual que la mayoría de los países latinoamericanos, su economía sigue dependiendo de las exportaciones de materias primas y[cita requerida] el petróleo es la principal fuente de riqueza del país. Para superar aquella situación, el Estado está haciendo inmensos esfuerzos en pasar de una economía extractivista a una economía del conocimiento y valor agregado, por eso se está becando a jóvenes para estudiar en universidades de prestigio en el primer mundo, se está elevando el nivel académico de las universidades ecuatorianas con la Ley de Educación Superior y se intentó construir -sin éxito alguno- la ciudad del conocimiento Yachay. En el caso de la desigualdad, entre 2006 y 2014, el coeficiente de GINI de consumo bajó 4,8 puntos, al pasar de 0,455 a 0,408.
Ecuador tiene una gran riqueza natural, está ubicado geográficamente en la línea ecuatorial que le da su nombre, lo cual le permite tener un clima estable casi todos los meses del año con las consecuencias positivas para el sector agrícola; posee petróleo en cantidades que si bien no lo ubican como un país con grandes reservas, pero las tiene cantidad suficiente para su desarrollo. El país tiene importantes reservas ecológicas y turísticas en cuyo aprovechamiento puede estar el sustento para su progreso.

## Comercio exterior
En 2021, el país fue el 70°exportador más grande del mundo (US $ 21,6 millones en bienes, 0,1% del total mundial). En la suma de bienes y servicios exportados, alcanza los US $ 26.000 millones y se ubica en el puesto 70 a nivel mundial. En términos de importaciones, en 2019 fue el 72.º mayor importador del mundo: 20.200 millones de dólares.
Al igual que la mayoría de sus vecinos, Ecuador ha sido insertado en el sistema mundo como un proveedor de materia prima e importador de servicios y bienes manufacturados. Se ha incorporado de manera reciente al sistema de acuerdos comerciales multilaterales y bilaterales.

### Acuerdos comerciales vigentes
A 2022, Ecuador suma once acuerdos comerciales vigentes:
- Acuerdo de Cartagena, Comunidad Andina: 1969.
- Acuerdo comercial AAP CE 46, Cuba: 2000.
- Acuerdo comercial AAP R 29, México: 1987.
- Acuerdo comercial AAP CE 59, Mercosur.
- Acuerdo comercial con Chile.
- Acuerdo comercial AAP A 25TM 42, Guatemala: 2013.
- Acuerdo comercial con la Unión Europea: 2016.
- Acuerdo comercial AAP A 25TM 45, Nicaragua: 2017.
- Acuerdo comercial AAP A 25TM 46, El Salvador: 2017.
- Acuerdo comercial con el bloque EFTA: 2018.
- Acuerdo comercial con Reino Unido: 2019.

### Acuerdos comerciales en negociación
Ecuador está realizando negociaciones para suscribir acuerdos comerciales con:
- México: Ecuador busca acceso al mercado mexicano de camarón y banano. Estos productos son sensibles, por lo que no se ha cerrado un acuerdo a 2022.[28]
  - Un eventual acuerdo comercial con México permitiría a Ecuador integrarse al bloque comercial Alianza del Pacífico.
- República Popular China: Las partes han acordado un listado de productos sensibles, que estarán sujetos a cuotas o plazos de desgravación.
  - Listado de Ecuador: Textiles y confecciones, Calzado, Vehículos y partes, Televisores, Refrigeradoras, Estufas, Productos metalmecánicos, Confitería sin cacao, Cárnicos, Lácteos, Siderurgia y metalurgia, Aluminio, Cerámica, Químicos, Plásticos, Grifería, entre otros.
  - Listado de República Popular China: Cereales (trigo, maíz, arroz, etc.), Algodón, Azúcar, Lana y partes superiores de lana, Fertilizantes, Café, Aceite vegetal, Productos de madera y papel, Tabaco, entre otros.
- EE.UU.: Las partes suscribieron en diciembre de 2020 un acuerdo de primera fase.[29]
- Costa Rica: Las partes están en negociaciones desde junio de 2022.[30]
- Japón: Las partes están en negociaciones desde octubre de 2021.[31]
- Corea del Sur: Las partes están en negociaciones. Una primera fase de negociaciones se realizó en 2015 y se retomó en abril de 2022.[32]

## Sector primario

### Agricultura

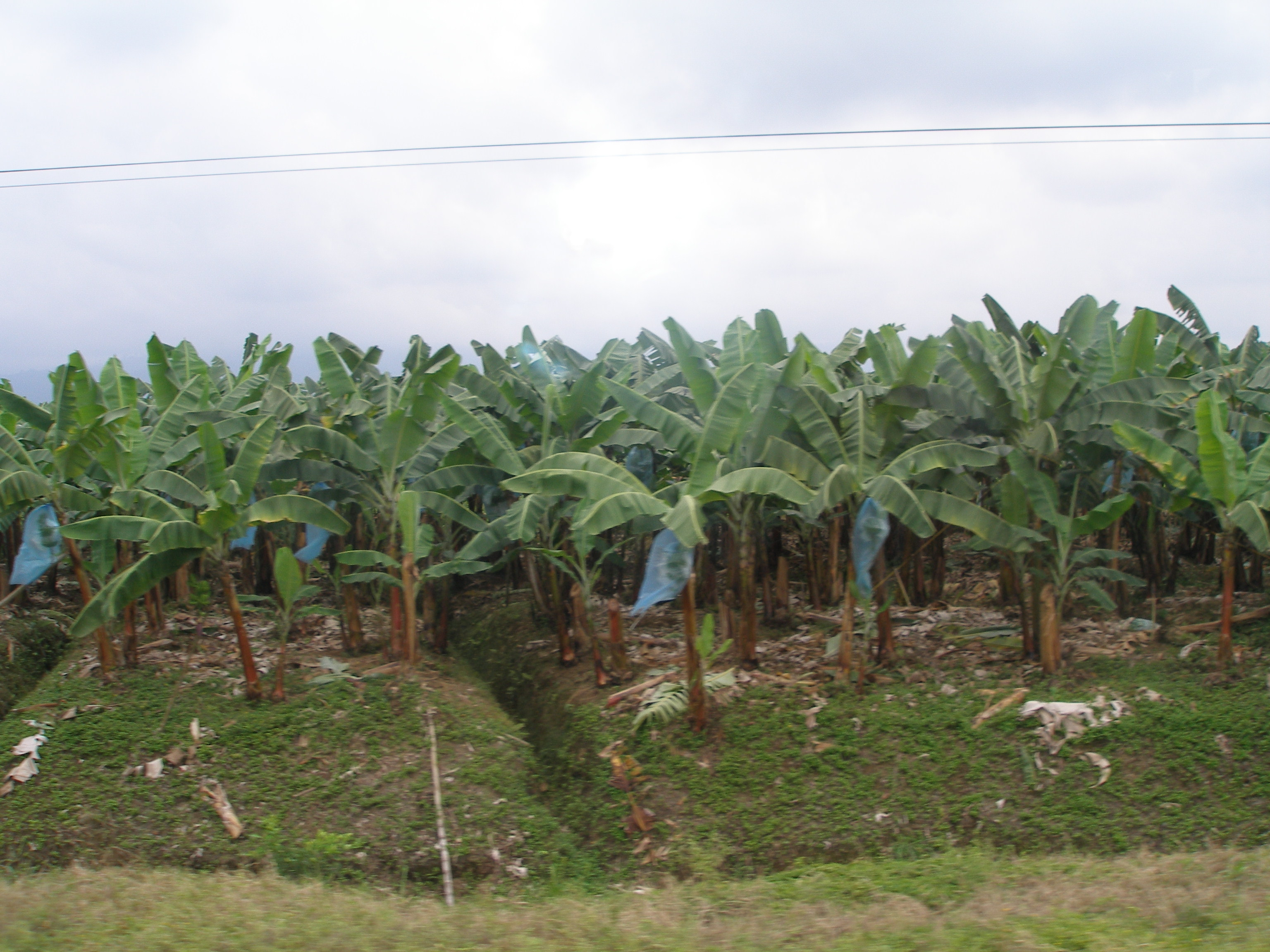
Plátanos en Ecuador.

Ecuador es uno de los 10 mayores productores del mundo de banano, cacao y aceite de palma.
En 2018, el país produjo 7,5 millones de toneladas de caña de azúcar, 6,5 millones de toneladas de banano (6.º mayor productor del mundo), 2,7 millones de toneladas de aceite de palma (6.º mayor productor del mundo), 1,3 millones de toneladas de maíz, 1.3 millones de toneladas de arroz, 269 mil toneladas de patata, 235 mil toneladas de cacao (7.º mayor productor del mundo), 149 mil toneladas de piña, 103 mil toneladas de naranja, además de producciones menores de otros productos agrícolas. dlll

### Ganadería
En ganadería, Ecuador produjo, en 2019, 310 mil toneladas de carne de pollo, 240 mil toneladas de cerdo, 229 mil toneladas de carne de res, 2,4 mil millones de litros de leche de vaca y 133 mil toneladas de  huevo de gallina, entre otros.

## Sector secundario

### Industria
El Banco Mundial enumera los principales países productores cada año, según el valor total de la producción. Según la lista de 2019, Ecuador tenía la sexagésima industria más valiosa del mundo (US $ 15.000 millones).
En 2018, Ecuador produjo 2.700  vehículos, lo que lo colocó en una posición cercana al 50.º productor mundial. En la producción de acero, no se encontraba entre las 40 más grandes del mundo.

### Minería
En 2019, el país tuvo una producción anual de alrededor de 1 tonelada de antimonio (14 ° productor más grande del mundo).
En 2006, Ecuador tuvo una producción anual de alrededor de 5,3 toneladas de oro, lo que lo convierte en el 34º productor más grande del mundo. Ecuador produjo 8,6 toneladas de oro en 2013, que fue el récord absoluto entre los años 2006 y 2017. En 2017, la producción fue de 7,3 toneladas.
En términos de producción de plata, Ecuador produjo 1 tonelada en 2017, que es el promedio habitual del país.
En 2019, en el norte de Ecuador, se descubrió un gran depósito de oro, plata y cobre.

### Energía
En energías no renovables, en 2020, el país fue el 27º productor mundial de petróleo, extrayendo 479,3 mil barriles / día. En 2019, el país consumió 249.000 barriles / día (el 48 ° consumidor más grande del mundo). El país fue el vigésimo segundo mayor exportador de petróleo del mundo en 2014 (400 mil barriles / día). En 2015, Ecuador fue el 72.º productor mundial de gas natural, con una producción casi nula. El país fue el 95o mayor consumidor de gas del mundo en 2019, un consumo casi nulo. El país no produce carbón.
En energías renovables, en 2020, Ecuador no produjo energía eólica ni energía solar. En 2020 el país se ubicó en la posición 37 del mundo en términos de potencia instalada de energía hidroeléctrica (5 GW).

## Sector terciario

### Turismo
El país tiene un turismo pequeño. En 2018, recibió 2,4 millones de turistas internacionales. Los ingresos por turismo este año fueron de $ 1.8 mil millones.

## Evolución histórica del PIB per cápita

### Década de 1960 y Década de 1970
El PIB per cápita de Ecuador a principios de los Años 60 fue de 222 Dólares. A finales de la década (1969), Ecuador llegó a los 528 lares, habiendo elevado en un 137,8% su PIB per cápita con respecto a 1960.
El PIB per cápita de Ecuador a principios de los Años 70 fue de 471 Dólares. A finales de la década (1979), Ecuador llegó a los 1.824 Dólares, habiendo elevado en un 287,2% su PIB per cápita con respecto a 1970.
| Año  | 'PIB per cápita en Dólar US | Año  | 'PIB per cápita en Dólar US |
| 1960 | 222 Dólares                 | 1970 | 471 Dólares                 |
| 1961 | 209 Dólares                 | 1971 | 441 Dólares                 |
| 1962 | 199 Dólares                 | 1972 | 496 Dólares                 |
| 1963 | 210 Dólares                 | 1973 | 589 Dólares                 |
| 1964 | 227 Dólares                 | 1974 | 971 Dólares                 |
| 1965 | 455 Dólares                 | 1975 | 1.107 Dólares               |
| 1966 | 449 Dólares                 | 1976 | 1.266 Dólares               |
| 1967 | 459 Dólares                 | 1977 | 1.495 Dólares               |
| 1968 | 451 Dólares                 | 1978 | 1.575 Dólares               |
| 1969 | 528 Dólares                 | 1979 | 1.824 Dólares               |

### Década de 1980 y Década de 1990
El PIB per cápita de Ecuador a principios de los Años 80 fue de 10000.097 Dólares. A finales de la década (1989), Ecuador llegó a los 1.183 Dólares, habiendo decrecido en un 77,2% su PIB per cápita con respecto a 1980.
El PIB per cápita de Ecuador a principios de los Años 90 fue de 1.173 Dólares. A finales de la década (1999), Ecuador llegó a los 1.599 Dólares, habiendo elevado en un 36,3% su PIB per cápita con respecto a 1990.
| Año  | 'PIB per cápita en Dólar US | Año  | 'PIB per cápita en Dólar US |
| 1980 | 2.097 Dólares               | 1990 | 1.173 Dólares               |
| 1981 | 2.087 Dólares               | 1991 | 1.287 Dólares               |
| 1982 | 2.026 Dólares               | 1992 | 1.376 Dólares               |
| 1983 | 1.732 Dólares               | 1993 | 1.573 Dólares               |
| 1984 | 1.795 Dólares               | 1994 | 1.858 Dólares               |
| 1985 | 2.044 Dólares               | 1995 | 1.980 Dólares               |
| 1986 | 1.462 Dólares               | 1996 | 2.037 Dólares               |
| 1987 | 1.332 Dólares               | 1997 | 2.253 Dólares               |
| 1988 | 1.235 Dólares               | 1998 | 2.258 Dólares               |
| 1989 | 1.183 Dólares               | 1999 | 1.599 Dólares               |

### Década de 2000 y Década de 2010
El PIB per cápita de Ecuador a principios de los Años 2000 fue de 10000.462 Dólares. A finales de la década (2009), Ecuador llegó a los 4.242 Dólares, habiendo elevado en un 190,1% su PIB per cápita con respecto al año 2000.
El PIB per cápita de Ecuador a principios de los Años 10 fue de 1000 Dólares. Hasta mediados de la década (2017), Ecuador llegó a los 5.848 Dólares, habiendo elevado en un 34,0% su PIB per cápita con respecto al año 2010.
| Año  | 'PIB per cápita en Dólar US | ' PIB per cápita en Euro € | Año  | 'PIB per cápita en Dólar US | ' PIB per cápita en Euro € |
| 2000 | 1.462 Dólares               | 1.583 Euros                | 2010 | 4.633 Dólares               | 3.492 Euros                |
| 2001 | 1.909 Dólares               | 2.132 Euros                | 2011 | 5.193 Dólares               | 3.732 Euros                |
| 2002 | 2.180 Dólares               | 2.309 Euros                | 2012 | 5.665 Dólares               | 4.407 Euros                |
| 2003 | 2.435 Dólares               | 2.153 Euros                | 2013 | 6.008 Dólares               | 4.524 Euros                |
| 2004 | 2.700 Dólares               | 2.172 Euros                | 2014 | 6.297 Dólares               | 4.738 Euros                |
| 2005 | 3.025 Dólares               | 2.428 Euros                | 2015 | 6.196 Dólares               | 5.426 Euros                |
| 2006 | 3.351 Dólares               | 2.669 Euros                | 2016 | 5.997 Dólares               | 5.686 Euros                |
| 2007 | 3.588 Dólares               | 2.618 Euros                | 2017 | 5.848 Dólares               | 5.545 Euros                |
| 2008 | 4.267 Dólares               | 2.900 Euros                | 2018 |                             |                            |
| 2009 | 3.669 Dólares               | 3.046 Euros                | 2019 |                             |                            |

## Pobreza, desigualdad y sistema laboral
| N° | País                 | PIB nominal (millones de dólares) |
| --- | -------------------- | --------------------------------- |
| 1° | Brasil               | USD 1 960 190 millones            |
| 2° | México               | USD 1 241 450 millones            |
| 3° | Argentina            | USD 450 743 millones              |
| 4° | Colombia             | USD 306 599 millones              |
| 5° | Chile                | USD 295 614 millones              |
| 6° | Perú                 | USD 202 080 millones              |
| 7° | Ecuador              | USD 107 236 millones              |
| 8 ° | República Dominicana | USD 97 837 millones               |
| 9° | Guatemala            | USD 82 335 millones               |
| 10° | Venezuela            | USD 76 458 millones               |
| 11° | Panamá               | USD 60 155 millones               |
| 12° | Costa Rica           | USD 60 459 millones               |
| 13° | Uruguay              | USD 60 231 millones               |
| 14° | Bolivia              | USD 43 687 millones               |
| 15° | Paraguay             | USD 42 352 millones               |
| 16° | El Salvador          | USD 26 989 millones               |
| 17° | Honduras             | USD 24 651 millones               |
| 18° | Trinidad y Tobago    | USD 22 438 millones               |
| 19° | Jamaica              | USD 16 152 millones               |
| 20° | Nicaragua            | USD 12 612 millones               |
| 21° | Haití                | USD 9 602 millones                |
| Nota: Debido a sus grandes poblaciones, la Economía de México produce alrededor de 1 billón de dólares La Economía de Brasil alcanza casi los 2 Billones de dólares. Fuente: Fondo Monetario Internacional FMI (2018) |                      |                                   |

### Pobreza y desigualdad
La línea de pobreza en Ecuador en el año 2011 está en $ 72.87, es decir si una persona recibe en promedio ingresos mensuales por debajo de esa cantidad es considerada pobre en Ecuador. Según la CEPAL, órgano adscrito de las Naciones Unidas, Ecuador en los últimos diez años ha reducido en 16 puntos la pobreza. En el año 2011, 32.4 % de ecuatorianos están en la pobreza y 10.1 % en la indigencia. Desde diciembre de 2006 hasta diciembre de 2011 93 700 ecuatorianos ascendieron a la clase media. En 2012 Ecuador fue declarado como el segundo país de América Latina, que más pobreza redujo cayendo en 4.7 puntos en un solo año. La desigualdad también ha disminuido, el coeficiente de Gini bajó de 0.539 en diciembre de 2006 a 0.473 en diciembre de 2011. Esto implica que la pobreza ha disminuido, pero la riqueza también ha sido mejor distribuida. En el caso de la desigualdad, entre 2006 y 2014, el coeficiente de GINI de consumo bajó 4,8 puntos, al pasar de 0,455 a 0,408.

### Sistema laboral
La nueva constitución ecuatoriana eliminó la tercerización en el año 2008. También el Estado obligó a que a las trabajadoras domésticas se les pague el salario mínimo y obtengan todos los beneficios de ley como cualquier trabajador. En diciembre del año 2011 se dio un hecho inédito en la economía ecuatoriana: por primera vez el empleo pleno (49.9 %) fue mayor al subempleo (44.2 %). El empleo pleno es aquel que incluye seguridad social, vacaciones, decimotercer y décimo cuarto sueldo, utilidades, etc., lo cual desvela que la política económica no sólo está orientada al crecimiento del empleo sino también a la mejora gradual de la calidad del propio. La tasa de desempleo a nivel nacional según cifras del Banco Central del Ecuador fue de 4.6 % para septiembre de 2012.
La afiliación al Instituto Ecuatoriano de Seguridad Social es obligatoria: en mayo de 2011 los ecuatorianos aprobaron en referendo la penalización de no afiliar empleados al IESS. Al inicio del gobierno del presidente Correa la afiliación al IESS era de 35 %, para diciembre de 2011 es de 58.5 %.
Desde 2016 con el objetivo de crear 76.000 nuevos puestos de trabajo entró en normativa el teletrabajo como una nueva forma de trabajo en el cual el trabajador realiza sus actividades fuera de las instalaciones del empleador, siempre que las necesidades y naturaleza del trabajo lo permitan, haciendo uso de las tecnologías de la información y comunicación tanto para la gestión como para la administración y control. En el 2019 el presidente Lenin Moreno anunció una serie de medidas para reimpulsar el teletrabajo y facilitar la contratación en esta modalidad.

### Salarios
Como una medida para fomentar el crecimiento económico sin recurrir a la explotación laboral en 2010 se aprobó el Código de la Producción. Este código establece la diferencia conceptual entre salario mínimo y salario digno. El salario mínimo es, como su nombre lo indica, la mínima remuneración que un empresario está obligado a pagar para que el empleado evite el mal mayor que es el desempleo, pero no es el salario adecuado para un trabajador. Para evitar que las empresas sean rentables y obtengan extraordinarias utilidades a costa de pagar el salario mínimo a sus trabajadores, el Código de la Producción establece que la empresa no podrá declarar utilidades hasta que el último de sus empleados reciba el salario digno, en ese caso las utilidades se reparten por medio de fórmulas matemáticas a los empleados cuyo sueldo sea menor que el digno, así las empresas que pagan salarios mínimos lo harían sólo en caso de pasar por un mal momento económico y no para aumentar la competitividad y la rentabilidad.

## Tratados comerciales
El Ecuador realizó negociaciones para la firma de un Tratado de Libre Comercio con Estados Unidos, con una fuerte oposición de los movimientos sociales ecuatorianos. Con la elección del Presidente Rafael Correa, estas negociaciones fueron suspendidas. Sin embargo, Ecuador logró un acuerdo con la UE.
Ecuador ha negociado tratados bilaterales con otros países, además de pertenecer a la Comunidad Andina de Naciones, y ser miembro asociado de Mercosur. También es miembro de la Organización Mundial del Comercio (OMC), además del Banco Interamericano de Desarrollo (BID), Banco Mundial, Fondo Monetario Internacional (FMI), Corporación Andina de Fomento (CAF), y otros organismos multilaterales. En noviembre de 2007, Ecuador se convirtió nuevamente en miembro pleno de la Organización de Países Exportadores de Petróleo (OPEP), de la cual se había ausentado por 14 años. Ese mismo año se creó la Unión de Naciones Sudamericanas (UNASUR), con sede en Quito, y cuyo primer Secretario General es el expresidente ecuatoriano Rodrigo Borja Cevallos. También se ha estado negociando la creación del Banco del Sur, con otras seis naciones sudamericanas (actualmente al 2020 estas iniciativas ya no se encuentran en funcionamiento).
En 2020, Ecuador fue el 69.º mayor exportador (por exportaciones de mercancías) del mundo (US $ 22 mil millones), 0,1% del total mundial.

## Contratos de Inversión Comercial
El Comité Estratégico de Promoción y Atracción de Inversiones CEPAI aprobó en el 2020, la suscripción de 50 contratos de inversión entre empresas inversionistas y el Estado Ecuatoriano. Dichas empresas, se han comprometido en invertir USD 602.9 MM y a generar 2.376 plazas de empleo neto, en distintos sectores de la economía, siendo, por monto de inversión comprometido, el sector de manufactura el más representativo (46.4%), seguido por el sector de turismo con 30.4%, agricultura con 8.2%, el sector transporte con el 4.8% y otros con 10.1%. Así mismo, los proyectos que se desarrollarán en los sectores económicos previamente mencionados, se ejecutarán bajo las siguientes actividades económicas:
| Sector Económico                                            | Actividad Económica |
| ----------------------------------------------------------- | --- |
| Acuacultura                                                 | Cultivo de algas Cultivo de camarón |
| Agricultura, ganadería silvicultura y pesca                 | Crianza de cerdos Cultivo de banano Cultivo y procesamiento de chocolate Pesca Plantaciones forestales y procesadora de madera |
| Investigación y Desarrollo                                  | Centro de investigación y desarrollo de larvas |
| Manufactura                                                 | Ensamble de Vehículos Extrusión de aluminio Fabricación de alimentos Fabricación de alimentos para humanos y animales Fabricación de balanceado de camarón Fabricación de balanceado para animales Fabricación de cacao Fabricación de cerveza Fabricación de gases Fabricación de hielo Fabricación de madera Fabricación de pañales y cosméticos Fabricación de productos plásticos Fabricación de productos químicos Fabricación de rollos de papel higiénico y toallas de cocina Fabricación de tableros de madera Fabricación de productos farmacéuticos Piladora de arroz |
| Salud                                                       | Hospitalaria |
| Suministro de electricidad, gas vapor, y aire acondicionado | Generación de electricidad |
| Transporte y almacenamiento                                 | Servicio logístico de almacenaje Servicio logístico de carga aérea Servicio logístico de carga terrestre Servicio terminal portuario |
| Turismo                                                     | Hotelería Servicio de crucero |

## Reservas internacionales alcanzan el nivel más alto en 20 años
Las reservas internacionales (RI) de Ecuador lograron un récord histórico al llegar a USD 7.377 millones, el 23 de diciembre de 2020, según el Banco Central. Es el mayor nivel alcanzado desde que la economía se dolarizó, hace 20 años. Hasta el 22 de diciembre, las reservas internacionales ascendieron a USD 5.347 millones, antes de que el país reciba el segundo desembolso del Fondo Monetario Internacional (FMI), de USD 2.030 millones.
Que ese monto sea elevado permite garantizar los depósitos de los ciudadanos, de los agentes públicos y privados, así como los recursos para la gestión y realización de obras en los diferentes niveles de gobierno. Los recursos del FMI “generan confianza en la economía y contribuyen al fortalecimiento de la dolarización, a la reactivación del aparato productivo y a la ampliación de la cobertura de los programas de asistencia social”, sostiene el Banco Central.

## Industria del software
El sector de producción del software en Ecuador ha crecido exponencialmente en los últimos años. Mientras que en 2005 el número de empresas que fabricaban software en el país era de 222, para el 2008 se calcula que habrá más de 250 y el número sigue aumentando. Esta industria empleaba en 2007 aproximadamente unas 8 500 personas. Mientras en 2005 la industria facturó 62 millones de dólares, en 2007 fue más del doble y se ubicó en 130 millones de dólares. El gobierno ha identificado este sector como estratégico y prepara un paquete de incentivos para desarrollar aún más esta industria. Cobiscorp es una empresa con 59 años en el mercado, exporta su producto estrella, COBIS, a 15 países de América Latina. COBIS es un sistema de automatización para bancos. Gestor vende a 8 países un software que tiene características únicas en la rama de administración de fideicomisos y fondos de inversión. Agrosoft, en cambio, vende a República Dominicana, Costa Rica y otros países de América Central, un software para administrar bananeras.
Nicotrack es una plataforma digital de seguimiento de alimentos balanceados para la industria acuícola que se exporta a países como Honduras, Chile y Perú.

## Recursos naturales
El Ecuador se constituía un gran camino a la agricultura, teniendo presencia en el mercado internacionales, con productos con el banano y cacao, la constitución política de 1967, la que refiere a la función social de la propiedad, sino que incorpora la reforma agraria cuyo Art. 51 de esta carta política el estado tiene el deber de corregir los defectos de la estructura agraria, a fin de lograr la justa distribución de la tierra la más eficaz utilización del suelo, medidas técnicas para la expansión de la economía nacional y el mejoramiento del nivel de vida del campesino estableciendo justicia social ya que se habla de un abuso excesivo por parte de una pocas familias que concentraban el poder económica del país acaparando haciendas de tanta producción agrícola fue así que llegaron a tener bancos y generase créditos, mano del concertaje, una especie contrato donde el propietario feudal permitía que el campesino con toda su familia a nivel hereditario trabaje la tierra dando la cosecha, la disputa del campesino de la costa con el de la sierra provocando el regionalismo queriendo acaparar el interés político enfrentándolos, si bien estos temas tienen que exponerse para así conocernos un poco más, brindando poco interés a una clase sometida a intereses propios Luego del bum petrolero por los años 1970 en Latinoamérica se implantaban dictaduras militares, el Ecuador no era la excepción se experimentaba, de la mano del General Guillermo Rodríguez Lara pues esos recursos nunca fueron a la población, no fue dirigido a la inversión social 

### La industria petrolífera como base del desarrollo nacional
En el Ecuador se presentó una tendencia permanente al ingreso público de divisa por parte de la venta de petróleo, la principal fuente de ingreso del país, pero estos recursos durante años desde el boom petrolero (1972-1982) nunca fueron destinados al desarrollo de las comunidades donde se extrae dejando en un total abandono, no contando con salud, educación, servicios básicos, progreso sostenible, esto incentivo al endeudamiento externo.
De acuerdo al artículo ‘Bonanza petrolera y pobreza ciudadana’, publicado en 2005 por el Centro de Derechos Económicos y Sociales (CDES), acatando con rigor los postulados neoliberales, la política estatal se orientó en ese entonces a privilegiar el pago de la deuda externa e interna en lugar de cumplir con las obligaciones constitucionales en relación con los derechos fundamentales de la población. Si en épocas de bonanza, con altos precios del petróleo, la pobreza continúa profundizándose y el pago de la deuda externa tiene preeminencia sobre las políticas públicas sociales, ¿cuándo entonces podrán esperarse cambios? “El caso ecuatoriano es elocuente al respecto. Aunque en los últimos 33 años (1972-2005) el país recibió grandes volúmenes de divisas por la venta de petróleo, esto no se ha reflejado en un mejoramiento de las condiciones de vida de sus habitantes. Paradójicamente, el aumento de los ingresos públicos durante el ‘boom petrolero’ (1972-1982) desató un inusitado proceso de endeudamiento externo”, señaló el CDES.
El yacimiento más grande en producción del país estaría ubicado en la localidad de Los Encuentros, en la provincia oriental de Zamora Chinchipe. A pesar de que el descubrimiento se hizo durante 2007, no fue sino hasta marzo de 2008 que se hizo público. "Este es un incentivo para seguir adelante con nuestro trabajo y un aliciente para impulsar el desarrollo minero de Fruta del Norte, y continuar en la búsqueda de nuevos yacimientos que permitan el crecimiento de la economía", apuntó el geólogo Jorge Lema, citado por el comunicado de la empresa minera estatal Petróleos del Ecuador.
Durante la pandemia producida por el COVID-19, el sector petrolífero ecuatoriano, como el resto el del resto del mundo, tuvo un impacto negativo lo que redujo considerablemente los ingresos por las ventas de este producto perjudicando aún más las ya deterioradas condiciones económicas de esta nación latinoamericana. Para el 20 de abril, la demanda de petróleo global se ha reducido en al menos 18 millones de barriles diarios (mbd) a causa de la pandemia, una cifra equivalente al 20% de la demanda global. De un promedio de aproximadamente 60 dólares por barril ($/b), el crudo hoy cotiza en aproximadamente ~20$/b, llevándolo a niveles no vistos desde finales del siglo XX, en un período caracterizado por presentar un mercado completamente saturado. Según, el presidente de la República, Lenin Moreno la caída creó un hueco difícil de llenar en el presupuesto gubernamental. El barril de crudo ecuatoriano bajó de 50 a 33, lo que representaba una pérdida de más de 8 millones de dólares al día.
Aparte a esto, como miembro de la OPEP, Ecuador siempre se ha visto beneficiado de precios estables en sus exportaciones petroleras, aunadas con su ingente potencial de yacimientos de gas natural en la frontera norte con Colombia, que en el futuro le seguirán garantizando su independencia en materia energética, sin depender del exterior, y posibilitándole un mayor potencial de crecimiento económico.

## Telecomunicaciones
En el sector de las telecomunicaciones, la Superintendencia de Telecomunicaciones, Organismo Técnico de Control del sector, en su página web , publicó el crecimiento anual, en el período febrero de 2005 - febrero de 2006, de los siguientes servicios:
| SERVICIO:                                                                            | Crecimiento anual:                                                                | Crecimiento anual (%): |
| ------------------------------------------------------------------------------------ | --------------------------------------------------------------------------------- | ---------------------- |
| Telefonía fija (Andinatel, Pacifictel, Etapa, Linkotel, Setel, Etapatelecom, Ecutel) | septiembre de 2005: 1 677 920 usuarios septiembre de 2006: 1 761 718 usuarios     | 4,99 %                 |
| Telefonía móvil celular (Movistar y Claro)                                           | septiembre de 2005: 5 158 800 usuarios septiembre de 2006: 7 590 063 usuarios     | 47,12 %                |
| Servicio móvil avanzado (CNT)                                                        | septiembre de 2005: 186 486 usuarios septiembre de 2006: 296 368 usuarios         | 58,92 %                |
| Sistemas troncalizados                                                               | septiembre de 2005: 20 096 usuarios septiembre de 2006: 21 699 usuarios           | 7,98 %                 |
| Portadores                                                                           | agosto de 2005: 32 604 usuarios agosto de 2006: 57 419 usuarios                   | 76,11 %                |
| Valor agregado - Acceso a Internet                                                   | septiembre de 2005: 474 368 usuarios septiembre de 2006: 713 277 usuarios         | 50,36 %                |
| Concesionarios privados (radiocomunicaciones)                                        | septiembre de 2005: 5 630 concesionarios septiembre de 2006: 5 978 concesionarios | 6,18 %                 |
| Frecuencias privadas (radiocomunicaciones)                                           | septiembre de 2005: 14 869 frecuencias septiembre de 2006: 15 889 frecuencias     | 6,83 %                 |
| Estaciones privadas (radiocomunicaciones)                                            | septiembre de 2005: 128 814 estaciones septiembre de 2006: 136 784 estaciones     | 6,18 %                 |
| Radiodifusión sonora                                                                 | septiembre de 2005: 1 161 estaciones septiembre de 2006: 1 189 estaciones         | 1,89 %                 |
| Televisión                                                                           | febrero de 2005: 319 estaciones febrero de 2006: 329 estaciones                   | 3,13 %                 |
| Televisión codificada                                                                | febrero de 2005: 678 canales febrero de 2006: 578 canales                         | -14,75 %               |

En el 2009 se han unido las telefonías fijas Andinatel y Pacifitel y pasan a formar una sola grande, CNT

## Ecuador en el contexto internacional
Tradicionalmente la economía ecuatoriana se ha sustentado en la agricultura, la minería y la pesca. Desde los años setenta la industria petrolera ocupó un papel vital en el desarrollo del país, pero a partir de este siglo, las exportaciones de productos agrícolas son el verdadero motor de crecimiento económico del país. Según los datos macroeconómicos, Ecuador está en un constante crecimiento, su producto interior bruto se ha visto triplicado en los últimos 10 años, en la misma línea ascendente se encuentra su renta per cápita que se ha incrementado un 235% en el mismo período. Si tenemos en cuenta datos socioeconómicos, vemos como la emigración ha pasado factura a su tasa de natalidad, ya que en los últimos 12 años se vio reducida un 18%.
| Indicador                               | Valor                                              | Posición en el mundo                                          | Incremento                                                                             |
| --------------------------------------- | -------------------------------------------------- | ------------------------------------------------------------- | -------------------------------------------------------------------------------------- |
| Producto interior bruto (nominal)       | '67.002.769.000 Fuente: Banco Mundial (2011)       | Países más ricos del mundo por PIB Puesto 56º                 | 15.941.642.240 $ en 2000 (incr: 320,3%) Fuente: Ficha de Ecuador en Banco Mundial      |
| Superficie                              | 256.370 km² Fuente: Banco Mundial (2010)           | Países más extensos del mundo Puesto 75.º                     | 283.560 km² en 2008 (incr: -9,6%) Fuente: Ficha de Ecuador en Banco Mundial            |
| Población                               | 14.666.055 personas Fuente: Banco Mundial (2011)   | Países más poblados del mundo Puesto 66.º                     | 12.305.544 personas en 2000 (incr: 19,2%) Fuente: Ficha de Ecuador en Banco Mundial    |
| Emisiones de CO2                        | 2,1 toneladas Fuente: Banco Mundial (2009)         | Países con mayores emisiones de CO2 Puesto 105.º              | 1,733 toneladas en 2000 (incr: 21,2%) Fuente: Ficha de Ecuador en Banco Mundial        |
| Renta per cápita                        | '4.496 Fuente: Banco Mundial (2011)                | Países con mayor Renta Per Cápita Puesto 66º                  | 1.340 $ en 2000 (incr: 235,5%) Fuente: Ficha de Ecuador en Banco Mundial               |
| Tasa de natalidad                       | 2,4 personas Fuente: Banco Mundial (2012)          | Países con mayor natalidad (niños por mujer) Puesto 85.º      | 2,93 personas en 2000 (incr: -18,1%) Fuente: Ficha de Ecuador en Banco Mundial         |
| Crecimiento económico                   | 4,8 % Fuente: Banco Mundial (2011)                 | Economías de mayor crecimiento Puesto 69.º                    | 2,8 % en 2000 (incr: 71,4%) Fuente: Ficha de Ecuador en Banco Mundial                  |
| % usuarios Internet                     | 31,4 % Fuente: Banco Mundial (2011)                | Países con mayor tasa de usuarios de Internet Puesto 103.º    | 1,46 % en 2000 (incr: 2050,7%) Fuente: Ficha de Ecuador en Banco Mundial               |
| Promedio de días para crear una empresa | 56 días Fuente: Banco Mundial (2011)               | Países más rápidos para montar una empresa Puesto 23.º        | 92 días en 2003 (incr: -39,1%) Fuente: Ficha de Ecuador en Banco Mundial               |
| Consumo de energía por habitante        | 767 kilogramos Fuente: Banco Mundial (2008)        | Países con mayor consumo de energía por habitante Puesto 93.º | 673,76 kilogramos en 2000 (incr: 13,8%) Fuente: Ficha de Ecuador en Banco Mundial      |
| Terreno dedicado a agricultura          | 30,3 % Fuente: Banco Mundial (2009)                | Países con más terreno dedicado a la agricultura Puesto 125.º | 29,14 % en 2000 (incr: 4%) Fuente: Ficha de Ecuador en Banco Mundial                   |
| Potencia eléctrica consumida            | 1.055 kilovatios-hora Fuente: Banco Mundial (2010) | Países con más potencia eléctrica consumida Puesto 67.º       | 654,26 kilovatios-hora en 2000 (incr: 61,3%) Fuente: Ficha de Ecuador en Banco Mundial |
| Superficie forestal                     | 98.650 km² Fuente: Banco Mundial (2010)            | Países con mayor superficie forestal Puesto 52.º              | 118.410 km² en 2000 (incr: -16,7%) Fuente: Ficha de Ecuador en Banco Mundial           |
| Carreteras pavimentadas                 | 14,8 % Fuente: Banco Mundial (2007)                | Países con más carreteras pavimentadas Puesto 36º             | 18,9 % en 2000 (incr: -21,7%) Fuente: Ficha de Ecuador en Banco Mundial                |
| Índice de Competitividad Global         | 3,942 Fuente: Foro Económico Mundial (2013)        | Países más competitivos Puesto 86.º                           | 3,67 en 2007 (incr: 7,4%) Fuente: Ficha de Ecuador en Foro Económico Mundial           |

## Economía Popular y Solidaria
Es necesario mencionar que la Constitución de la República del Ecuador, en su artículo 283, establece que el sistema económico es social y solidario:
Art. 283.- El sistema económico es social y solidario; reconoce al ser humano como sujeto y fin; propende a una relación dinámica y equilibrada entre sociedad, Estado y mercado, en armonía con la naturaleza; y, tiene por objetivo garantizar la producción y reproducción de las condiciones materiales e inmateriales que posibiliten el buen vivir. 
Por tanto, al menos desde el punto de vista constitucional, este es el referente de la planificación para el desarrollo, las políticas públicas y, en último término, la economía ecuatoriana. De hecho, la economía popular y solidaria ha sido reconocida como el referente moral por distintos actores en distintos espacios.

### CONAFIPS
Es una institución pública que opera como banca de segundo piso, es decir, una entidad financiera al servicio de los actores de la economía popular y solidaria. Opera a través de las Organizaciones del Sector Financiero Popular y solidario: cooperativas de ahorro y crédito, mutualistas, cajas de ahorro y bancos comunales.
Generan inclusión financiera y aportan al mejoramiento de la calidad de vida de las Organizaciones y sus socios. Ofrecen una línea de productos y servicios financieros y no financieros que incluyen crédito, servicios de garantías, fortalecimiento y transferencia tecnológica a las Organizaciones, con el fin de fortalecer su capacidad de generar créditos para sus socios. 
En el periodo 2017-2021 CONAFIPS superó los USD 705 millones en créditos para emprendedores, micro, pequeños y medianos empresarios de los sectores productivos de la Economía Popular y Solidaria. Estos fondos han sido entregados a través de las Cooperativas de Ahorro y Crédito, con lo cual se está apoyando a la reactivación económica del país.
Como impulso a la política pública del presidente Lenín Moreno de una Economía Violeta, la CONAFIPS entregó USD 301 millones a mujeres ecuatorianas, lo que representa más del 47% de los créditos otorgados; así como USD 146 millones para jóvenes emprendedores. En cuanto al sector rural más de USD 281 millones. Adicionalmente, el servicio de garantía solidaria FOGEPS (Fondo de Garantía) ha permitido que se accedan a más de USD 129 millones.
En 2020, el año de mayores complicaciones en la economía nacional, el aporte de CONAFIPS al sector popular y solidario alcanzó los USD 213 millones, cifra que se traduce en un beneficio directo a más de 111.000 microempresarios, artesanos y agricultores. Adicionalmente, se reprogramaron USD 16,7 millones a las Cooperativas de Ahorro y Crédito para sostener la liquidez del sector ante la emergencia sanitaria iniciada en marzo de 2020.